# Синяя борода (роман)
«Синяя борода» (англ. Bluebeard; 1987) — роман американского писателя Курта Воннегута.

## Сюжет
Книга написана как автобиография вымышленного персонажа Рабо Карабекяна (1916—1988), художника-абстрактного экспрессиониста, сына выживших во время геноцида армян, участника Второй мировой войны.
Его художественная карьера погибла из-за некачественной краски «Сатин-Дура-Люкс», которой он писал свои полотна. Огромная (64 на 8 футов) картина «Виндзорская синяя 17», которая пользовалась успехом, однажды вся осыпалась, оставив лишь чистый холст. Эта же участь постигла и другие его картины. Однако он остался владельцем приличного состояния — благодаря тому, что скупал картины своих друзей-художников, ставших впоследствии знаменитыми.
Карабекян живёт в доме на берегу моря, и однажды там, навязавшись, поселяется странная женщина по имени Цирцея Берман, которая стремится наводить свои порядки, критикует экспрессионизм. Ей нет доступа только к одному месту: художник действительно серьёзно оберегает от её вмешательства картофельный амбар, в котором что-то заперто.
Изначально он запер там холсты, оставшиеся после его самой главной картины, и думал так и оставить их белыми. Однако, после смерти жены, Рабо Карабекян покупает краски, и шесть месяцев работает в амбаре над новой картиной.
Когда Цирцея решает свои проблемы и собирается уехать от него, он всё же решает показать ей картину. Это огромная, выполненная в филигранно-реалистической манере, панорама весенней долины, на которой находятся 5219 человек. На картине изображено то утро, которое художник увидел, проснувшись в первый день после окончания Второй мировой войны.